# Sawfish
Sawfish — менеджер вікон для X Window System, розроблений Джоном Гарпером (John Harper). Раніше був відомий як Sawmill, але назва була змінена у зв'язку з існуванням іншого програмного продукту з таким же ім'ям. Менеджер відрізняється від інших наявністю вбудованої мови програмування rep з підмножини LISP, який робить його надзвичайно розширюваним.
Метою розробників було створення подоби Emacs, але для роботи в X Window System, тобто створення якомога більш настоюваного і швидкого менеджера. Як і в Emacs, в Sawfish доступно виконання команди з Hyper-X, зв'язування будь-якої команди з будь-якою клавішею і розширення функціональності віконного менеджера, що дає широкі можливості по управлінню вікнами, залежно від їх типу.
Sawfish був стандартним віконним менеджером в середовищі GNOME до версії 2.2. Після відходу Джона Гарпера в Apple підтримувати Sawfish стало нікому і на зміну йому прийшов Metacity.
У червні 2007 року Гарпер передав розробку Sawfish в руки спільноті розробників з метою відновлення процесу оновлення програми і випуску нових версій.